# Stein-Säckingen
Stein-Säckingen (niem: Bahnhof Stein-Säckingen) – stacja kolejowa w Stein, w kantonie Argowia, w Szwajcarii.
Dodatkowa nazwa Säckingen została dołączona z powodu leżącego po drugiej stronie Renu niemieckiego Bad Säckingen (oraz dla odróżnienia go od innych miejsc pod nazwą Stein w Szwajcarii).
Jest to stacja węzłowa, położona na Bözbergstrecke między Bazyleą i Zurychem. Oddana została do użytku wraz z linią kolejową Pratteln-Brugg (Bözberg) w dniu 2 sierpnia 1875 roku. W związku z otwarciem linii kolejowej Stein-Säckingen - Koblenz w dniu 1 sierpnia 1892 roku została przekształcona w stację węzłową.

## Linie kolejowe
- Bözbergstrecke
- Koblenz – Stein-Säckingen